# Violetta Bock

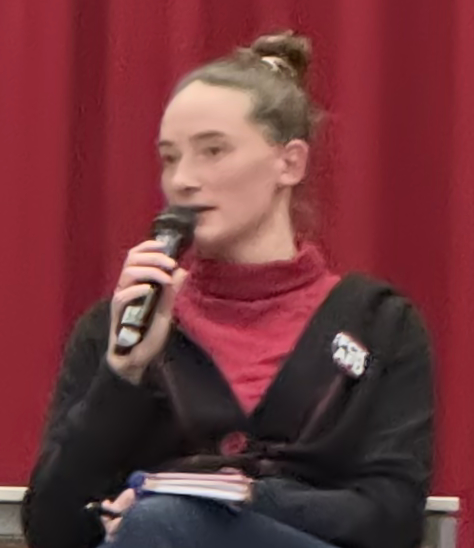
Violetta Bock (2025)

Violetta Bock (* 11. Dezember 1987 in Passau) ist eine deutsche Politikerin der Partei Die Linke und Mitglied der Stadtverordnetenversammlung von Kassel. Bei der Bundestagswahl vom Februar 2025 wurde sie in den Deutschen Bundestag gewählt.

## Leben
Violetta Bock ist in Passau aufgewachsen und ging dort auf das Gymnasium Leopoldinum. Danach studierte sie Politische Ökonomie und Politikwissenschaften an den Universitäten in Kassel und Wien. Ihre Masterarbeit schrieb sie über einen Streik beim Online-Händler Amazon. Ihre Masterarbeit wurde später von OKG (Organisieren Kämpfen Gewinnen) als Broschüre herausgebracht. Bock machte in Newark ein Auslandssemester und lernte dort den Organizingansatz kennen.
2017 erschien das gemeinsame Buch von Thomas Goes und Violetta Bock mit dem Titel Ein unanständiges Angebot? Mit linkem Populismus gegen Eliten und Rechte. Sie sprechen sich darin für einen „Sozialismus der einfachen Leute“ aus und dafür, „Gegenmacht zu organisieren, um Laboratorien der Hoffnung und ein Hinterland der Solidarität zu schaffen.“ Auch bezeichneten sie darin Sahra Wagenknecht als „scheiternde Populistin“.
Sie arbeitete in Teilzeit beim Fraktionsbüro der Linkspartei in Kassel. Im Februar 2024 begann Bock auch als Geschäftsführerin für den Mieterbund Nordhessen zu arbeiten. Des Weiteren übersetzte sie das Buch Transformatives Organizing von Eric Mann ins Deutsche. In diesem Werk wird die revolutionäre Tradition des Organizing betont und abgegrenzt zu liberalen und reformistischen Ansätzen. Bock ist außerdem Redakteurin der Monatszeitschrift SoZ mit den Schwerpunkten Betrieb und Gewerkschaft.
Violetta Bock lebt mit ihrem Partner in Kassel-Rothenditmold und hat einen Schwarzen Gürtel in Karate.

## Politische Laufbahn
Violetta Bock las Karl Marx während der Schulzeit. Als eines ihrer Vorbilder gilt die Frauenrechtlerin Clara Zetkin. Ihren Einstieg in die Politik begründet Bock mit dem Erstarken der Alternative für Deutschland (AfD).
2016 zog sie für die Linke in das Stadtverordnetenparlament von Kassel ein. Ein Jahr darauf trat sie der Partei Die Linke bei. Violetta Bock war die Kandidatin für die Linke bei den Oberbürgermeisterwahl in Kassel im März 2023. Dort erreichte sie mit 9,2 % in Kassel und als Meistgewählte mit über 28 % im Stadtteil Nord-Holland einen Achtungserfolg. Im Wahlkampf setzte sie sich gegen Ungleichheit, Kinderarmut, schlechte Arbeitsbedingungen und für Klimagerechtigkeit und eine gute Daseinsvorsorge ein.
Bei der Bundestagswahl 2025 trat Bock als Direktkandidatin im Bundestagswahlkreis Kassel an und wurde von ihrem Landesverband auf Platz 3 der hessischen Landesliste nominiert. In ihrem Wahlkreis erhielt sie 11,7 Prozent der Erststimmen und gewann über die Landesliste ihrer Partei ein Mandat für den 21. Deutschen Bundestag.
Im 21. Deutschen Bundestag ist sie Mitglied im Ausschuss für Umwelt, Klimaschutz, Naturschutz und nukleare Sicherheit. Zudem ist sie stellvertretendes Mitglied im Auswärtigen Ausschuss, im Innenausschuss und im Ausschuss für Wohnen, Stadtentwicklung, Bauwesen und Kommunen. Sie ist Sprecherin für Klimagerechtigkeit, Wärmepolitik und Umweltfragen der Fraktion Die Linke im Bundestag.